# Vyhlídka na Bezděz
Vyhlídka na Bezděz na skalách na jihozápadním okraji hřbetu Pohořsko jihozápadním směrem 500 metrů od obce Pohoří. Vyhlídka se nachází v nadmořské výšce 340 metrů a je součástí malého skalního města, které tvoří skalní věže Ořech, Píďa a Šnek a skalní masiv Bludiště, na kterém se vyhlídka nachází. Umožňuje výhled směrem na jih až západ – Mužský, Vrátenská hora, Bezděz se siluetou hradu Bezděz a Ralsko.

## Přístup
K vyhlídce vede zeleně značená odbočka z turistické značené trasy od rozcestníku Pohoří – odb. k vyhlídce, dlouhá  250 metrů. Rozcestník je umístěn u silnice III. třídy, spojující Olešnici s osadou Pohoří. Vyhlídka je přístupná pěšky a částečně i na kole. Vzhledem k umístění vyhlídky na skále a přístupu po pěšině není vhodná pro kočárky.

## Fotogalerie

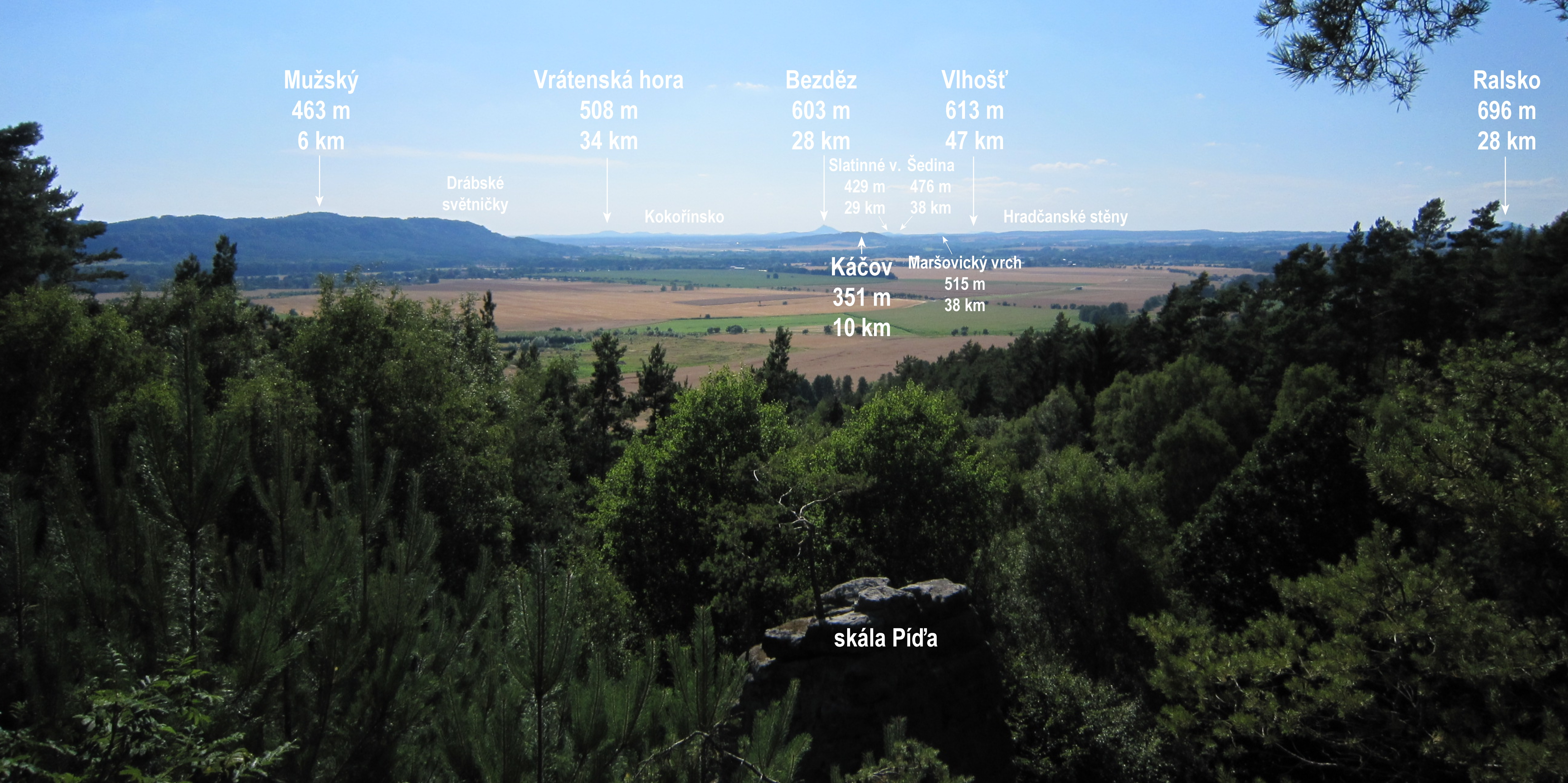
Zákres do fotografie
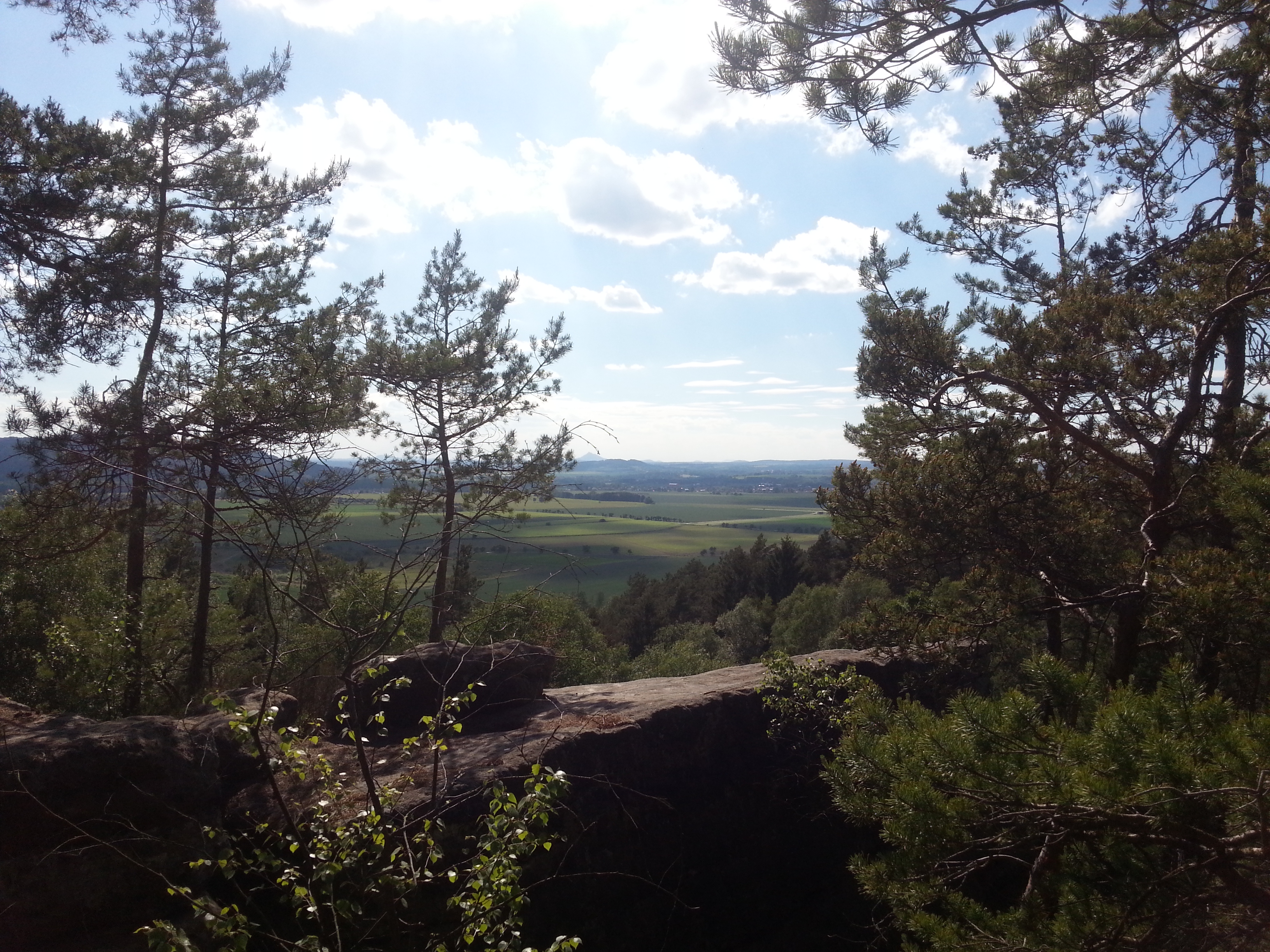
Místo vyhlídky